# Bom Jesus do Itabapoana
Bom Jesus do Itabapoana este un oraș în unitatea federativă Rio de Janeiro (RJ), Brazilia.